# Vitry-la-Ville
Vitry-la-Ville é uma comuna francesa na região administrativa do Grande Leste, no departamento de Marne. Estende-se por uma área de 9.24 km², e possui 388 habitantes, segundo o censo de 2018, com uma densidade de 42 hab/km².